# 사이다 시립경기장
사이다 시립경기장 또는 사이다 국제경기장(아랍어: الملعب البلدي في صيدا, 영어: Saida Municipal Stadium 또는 Saida International Stadium)은 레바논의 도시 시돈에 있는 육상, 축구 등으로 사용되는 다목적 경기장이다.

## 개요
2000년 사이다 시영 경기장 부지에 건설되었다. 수용 인원은 22,600명이다. 육상 경기장과 주로 축구 경기에 사용된다. 레바논 프리미어리그에 소속된 알아흘리 사이다(Al Ahli)가 홈 구장으로 사용하는 것 외, 레바논 축구 국가대표팀의 제2 홈구장으로도 이용되는데 일반적으로 시립경기장으로 발표되면 베이루트 시립경기장이 아니라 이 곳에서 경기가 치러진다. 또한 2000년 AFC 아시안컵 경기장의 장소로도 사용되었다. 이 경기장은 트리폴리 국제 올림픽 경기장과 함께 해안 바로 옆에 건설되어 세계에서 가장 해안에 가까운 경기장으로 유명하다.